# Alyssum doerfleri
Alyssum doerfleri là một loài thực vật có hoa trong họ Cải. Loài này được Degen mô tả khoa học đầu tiên năm 1897.